# 군위향교
군위향교(軍威鄕校)는 대한민국 대구광역시 군위군 군위읍에 있는 향교이다. 1987년 5월 13일 경상북도의 문화재자료 제185호로 지정되었다.

## 개요
향교는 공자와 여러 성현께 제사를 지내고, 지방민의 교육과 교화를 위해 나라에서 세운 교육기관이다.
군위향교는 조선 성종 1년(1470) 동부리 마정산에 처음 지었다. 임진왜란 때 불타 없어진 것을 선조 40년(1607) 하곡동으로 옮겨 지었다. 그 뒤 숙종 27년(1701) 지금 있는 자리로 다시 옮겨 지었다.
지금 남아 있는 건물로는 제사 공간인 대성전, 교육 기능을 수행하는 명륜당, 학생들의 기숙사인 동재·서재, 광풍루, 내삼문 등이다.
대성전은 앞면 3칸 규모로, 지붕은 옆면에서 볼 때 사람 인(人)자 모양인 맞배지붕집이다. 안쪽에는 공자를 비롯한 그 제자와 우리나라 성현들의 위패를 모시고 있다. 학생들이 모여 공부하는 강당인 명륜당은 앞면 8칸 규모의 건물이다.

## 참고 자료
- 군위향교 - 국가유산청 국가유산포털